# ドラマストリート (宮崎放送)
『ドラマストリート』は、宮崎放送が月曜から木曜の午後に編成していたテレビドラマ再放送枠である。

## 放送時間
- 月曜 - 金曜 16:55 - 17:50 （不明 - 2005年3月）
- 月曜 - 金曜 14:00 - 14:55 （2005年3月28日 - 2008年3月28日） - 『イブニング・ファイブ』放送開始のために移動。
- 月曜 - 木曜 14:00 - 14:55 （2009年3月30日 - 2010年3月25日）
- 月曜 15:00 - 15:55 （2010年3月29日）

なお、2008年3月31日 - 2009年3月26日には『2時っチャオ!』をネットしていたため（14時台のみ）、当枠は一旦廃止されていた。

## 内容
主にTBS系ドラマを再放送していたが、テレビ朝日系のドラマや台湾ドラマを放送する場合もあった。

## その他
月曜のみ5分間の『MRTニュース』を挿み、15:00から『MRT月曜ドラマ』（こちらも再放送枠）を放送していた。
| スタブアイコン | サブスタブ | この項目は、まだ閲覧者の調べものの参照としては役立たない、テレビ番組に関連した書きかけの項目です。この項目を加筆・訂正などしてくださる協力者を求めています（P:テレビ/PJ:放送または配信の番組）。 |